# 翅茎薹草
翅茎薹草（学名：Carex pterocaulos）为莎草科薹草属的植物。分布于缅甸以及中国大陆的云南东南部等地，生长于海拔1,200米的地区，见于沟谷林下，目前尚未由人工引种栽培。